# NGC 3965
NGC 3965 é uma galáxia espiral na direção da constelação de Crater. O objeto foi descoberto pelo astrônomo Francis Leavenworth em 1885-6, usando um telescópio refrator com abertura de 26 polegadas. 